# Кузнецов, Семён Иванович
Семён Ива́нович Кузнецо́в (11 сентября 1925, Шиньша, Моркинский кантон, Марийская автономная область, РСФСР, СССР — 15 июля 1987, Шиньша, Моркинский район, Марийская АССР, РСФСР, СССР) — советский государственный и хозяйственный деятель. Председатель колхоза имени В. И. Ленина Моркинского района Марийской АССР (1953—1960, 1966—1980). Депутат Верховного Совета СССР IX созыва (1974—1979). Участник Великой Отечественной войны. Член КПСС.

## Биография
Родился 11 сентября 1925 года в с. Шиньша ныне Моркинского района Марий Эл в бедной крестьянской семье.
Окончил среднюю школу в местной школе. 
В феврале 1943 года призван в Красную армию. Участник Великой Отечественной войны: радиотелеграфист, командир отделения радиосвязи 341 гвардейского тяжёлого самоходно-артиллерийского полка 9 гвардейского танкового корпуса 7 армии на Карельском и 1 Белорусском фронте, гвардии сержант. В 1945 году демобилизовался из армии. Награждён орденом Отечественной войны II степени и медалями, в том числе медалью «За отвагу» (дважды). 
В 1952 году окончил Марийскую сельскохозяйственную школу (Медведевский район, с. Ежово). В 1953—1960 годах — председатель колхоза имени В. И. Ленина Моркинского района Марийской АССР.
В 1967 годах окончил Казанский государственный университет. В 1966—1980 годах — вновь председатель колхоза имени В. И. Ленина Моркинского района Марийской АССР.
В 1955—1963 годах избирался депутатом Верховного Совета Марийской АССР, в 1974—1979 годах — депутатом Верховного Совета СССР IX созыва. Награждён орденом Трудового Красного Знамени, медалями и почётными грамотами Президиума Верховного Совета Марийской АССР (дважды) .
Скончался 15 июля 1987 года в с. Шиньша Моркинского района Марийской АССР, похоронен там же.

## Награды

### Трудовые
- Орден Трудового Красного Знамени (1973)[2]
- Медаль «За доблестный труд. В ознаменование 100-летия со дня рождения Владимира Ильича Ленина» (1970)
- Почётная грамота Президиума Верховного Совета Марийской АССР (1957, 1975)[2]

### Боевые
- Орден Отечественной войны II степени (06.04.1985)[4]
- Медаль «За отвагу» (17.07.1944, 05.02.1945)[4]
- Медаль «За победу над Германией в Великой Отечественной войне 1941—1945 гг.» (09.05.1945)[4]
- Медаль «За взятие Берлина» (09.06.1945)[4]
- Медаль «За освобождение Варшавы» (09.06.1945)[4]